# Centistes agilis
Centistes agilis är en stekelart som först beskrevs av Cresson 1872.  Centistes agilis ingår i släktet Centistes och familjen bracksteklar. Inga underarter finns listade.